# Çiğli

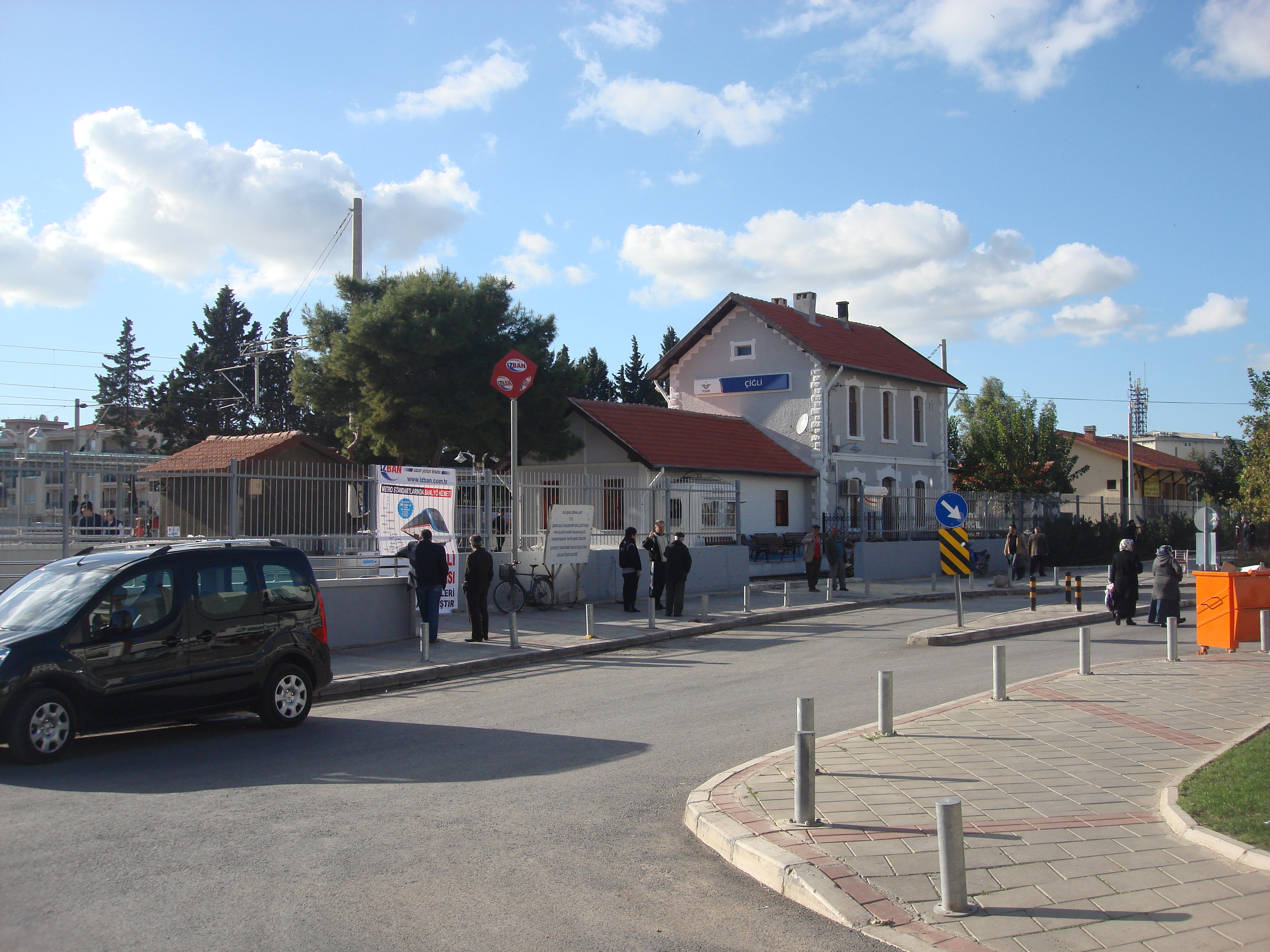
Der Bahnhof von Çiğli

Çiğli ist eine Stadtgemeinde (Belediye) im gleichnamigen Ilçe (Landkreis) der Provinz Izmir in der türkischen Ägäisregion und gleichzeitig ein Stadtbezirk der 1984 gebildeten İzmir Büyükşehir Belediyesi (Großstadtgemeinde/Metropolprovinz). Seit der Gebietsreform ab 2013 ist die Gemeinde flächen- und einwohnermäßig identisch mit dem Landkreis.

## Geografie
Çiğli liegt 17 Kilometer westlich des Stadtzentrums von Izmir am Nordufer des Golf von Izmir (İzmir Körfezi). Der Landkreis grenzt im Osten an Karşıyaka, im Norden an Menemen. Im Süden und Westen hat Çiğli mit der Küste des Golfes eine natürliche Grenze. Hier liegt, teilweise in einem Salzabbaugebiet, das Vogelparadies İzmir Kuş Cenneti, in dem zahlreiche Vogelarten, im flachen Wasser vorwiegend Flamingos leben. Das Gebiet zieht sich entlang der Küste nach Norden weiter in den Landkreis Menemen. Ebenfalls im Westen, im Mahalle Sasalı befindet sich der Tierpark Sasalı Doğal Yaşam Parkı.

## Verwaltung
Ebenso wie die Kreise Balçova, Gaziemir und Narlıdere entstand der Kreis Çiğli durch das Gesetz Nr. 3806 im Jahr 1992. Hierbei wurden von der Provinzhauptstadt Istanbul zehn Mahalle und vom Kreis Karşıyaka die beiden Dörfer Kaklıç und Sasallı (letztere war zugleich eine Belediye) abgetrennt. Zu ersten Volkszählung nach der Eigenständigkeit (2000) hatte der Kreis eine Einwohnerschaft von 113.543, wovon 94,01 Prozent auf die Kreisstadt (106.740 Einw.) entfielen.
(Bis) Ende 2012 bestand der Landkreis nur noch aus der Kreisstadt. Sasallı hatte bereits 2008 seinen Status als Belediye verloren und Kaklıç war schon 2004 in die Kreisstadt eingemeindet worden. Durch die Verwaltungsreform von 2013 wurde der Kreis Çiğli einem Stadtbezirk gleichgestellt. Den 26 Mahalle (Stadtviertel/Ortsteile) steht ein Muhtar als oberster Beamter vor.
Ende 2020 lebten durchschnittlich 7.867 Menschen in jedem Mahalle. Die bevölkerungsreichsten davon waren:
- Ataşehir Mah. (27.051)
- Küçük Çiğli Mah. (20.510)
- Balatçık Mah. (14.801)
- Evka-5 Mah. (13.129)
- Atatürk Mah. (12.178)
- Yeni Mahalle Mah. (11.770 Einw.)

Mit seiner Einwohnerzahl und der Bevölkerungsdichte belegt der Kreis Positionen im ersten Drittel der Rangliste. Die Bevölkerungsdichte bträgt das Vierfache des Provinzwertes (von 370 Einw. je km²).

## Geschichte
Am 11. Februar 1980 wurden Regierungssoldaten und Gendarmerie gegen militante Arbeiter auf einem Fabrikgelände in Çiğli eingesetzt, die diese ein Monat lang besetzt hatten. Danach wurden 1500 Arbeiter verhaftet.

## Städtepartnerschaften
Berlin, Bezirk Neukölln, Deutschland seit 29. Oktober 2005

## Verkehr
Çiğli besitzt einen Bahnhof der staatlichen Eisenbahngesellschaft TCDD an der Strecke Izmir-Ankara.
Zudem befindet sich hier der Luftwaffenstützpunkt Çiğli Hava Üssü (IATA-Flughafencode: IGL, ICAO: LTBL).